# Kuikuro
I Kuikuro  sono un gruppo etnico del Brasile che ha una popolazione stimata in 522 individui (2011).

## Lingua
Parlano la lingua Kuikuro, lingua che appartiene alla famiglia linguistica Karib. Si auto-identificano con i termini Ipatse Otomo o Ahukugi Otomo o Lahatuá Otomo, ossia "i padroni di Ipatse", "di Ahukugi" o "di Lahatuá", i nomi dei tre villaggi Kuikuro che esistono oggi. Molti anziani tuttavia continuano a utilizzare un'espressione che deriva dal nome di un villaggio che furono costretti ad abbandonare nel 1954 a causa di una epidemia di morbillo che stava decimando la comunità.

## Insediamenti

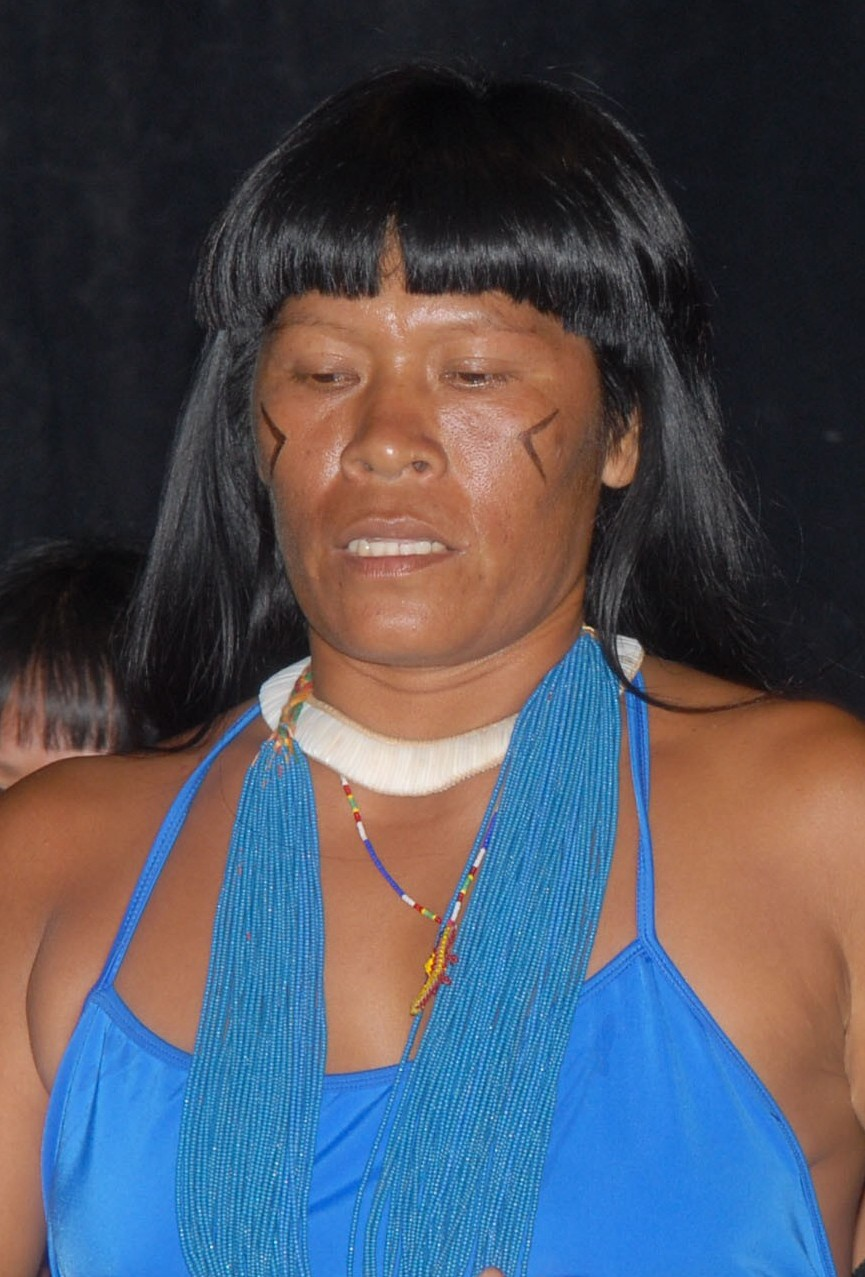
Donna Kuikuro durante i Jogos dos Povos Indígenas, 2007

Vivono nello stato brasiliano del Mato Grosso, nella parte superiore del fiume Xingu, una zona in cui sono stanziate altre popolazioni di lingua Karib, i Matipu, i Nahukwá e i Kalapalo. I Kuikuro vivono nella parte orientale del bacino, nella zona dei fiumi Culuene, Buriti e Curisevo.
La comunità è divisa in tre villaggi: 
- Ipatse, il più grande, con oltre 300 abitanti, sulla riva sinistra del Culuene.
- Ahukugi, fondato nel 1997 sulla riva destra del Culuene, con una popolazione di circa un centinaio di persone.
- Lahatuá, piccola comunità fondata da un complesso familiare di una dozzina di persone

Altri 30 Kuikuro vivono in un villaggio Yawalapiti.
La struttura dei villaggi Kuikuro è simile a quella di tutti i villaggi delle etnie stanziate nello Xingu superiore: l'organizzazione, la pianta circolare con uno slargo centrale sono aspetti rivelano la continuità della cultura indios locale dai tempi più antichi.

## Storia
Alla fine del XIX secolo l'etnologo tedesco Karl von den Steinen registrò l'esistenza dei Guikuru o Puikuru o Cuicutl sulle rive del fiume Culuene. I kuikuro a quel tempo si trovavano in un villaggio chiamato Kuhikugu, sulle rive di un lago con abbondanza di pesci kuhi (Potamorraphis, famiglia Belonidae). Era una comunità relativamente nuova perché originata da una popolazione migrata dall'alto Xingu verso la metà del XIX secolo.
Questo gruppo era probabilmente migrato da una serie di villaggi situati sul corso superiore del fiume Buriti. I gruppi rimasti in quest'ultima area diedero invece origine al gruppo dei Matipu (Wagihütü Otomo). La lingua cambiò leggermente e nacquero due dialetti differenti (Matipu e Kuikuro).